# Sede Nova
Sede Nova é um município brasileiro do estado do Rio Grande do Sul.